# Draco cornutus
Draco cornutus Günther, 1864, conosciuto anche come drago volante cornuto o lucertola volante cornuta è un rettile appartenente alla famiglia Agamidae, endemica del Borneo. È diffuso ad altitudini comprese tra gli 0 e i 700 metri s.l.m., ma non si hanno informazioni precise riguardo al suo areale.

## Descrizione
Il colore dei patagi di D. cornutus varia a seconda dell'habitat; diverse popolazioni di questo rettile si sono adattate nel tempo, assumendo un colore sempre più simile a quello delle foglie cadute dagli alberi della loro zona. Questo adattamento gli permette di mimetizzarsi con esse, rendendosi meno visibili a eventuali predatori volanti.